# Бебинг (Немачка)
Бебинг (њем. Böbing) општина је у њемачкој савезној држави Баварска. Једно је од 34 општинска средишта округа Вајлхајм-Шонгау. Према процјени из 2010. у општини је живјело 1.721 становника. Посједује регионалну шифру (AGS) 9190117.

## Географски и демографски подаци
Бебинг се налази у савезној држави Баварска у округу Вајлхајм-Шонгау. Општина се налази на надморској висини од 610-936 метара. Површина општине износи 40,3 km².

## Становништво
У самом мјесту је, према процјени из 2010. године, живјело 1.721 становника. Просјечна густина становништва износи 43 становника/km².